# مسابقات قهرمانی بوکس آماتوری ۱۹۹۲ آسیا
شانزدهمین دوره مسابقات قهرمانی بوکس آماتوری آسیا از ۲۶ فوریه تا ۴ مارس ۱۹۹۲ با حضور ۱۳۰ بوکسور از ۱۷ کشور در بانکوک تایلند برگزار شد.

## جدول مدالی
| رتبه            | کشور            | طلا | نقره | برنز | مجموع |
| --------------- | --------------- | --- | ---- | ---- | ----- |
| ۱               | کرهٔ جنوبی       | ۶   | ۲    | ۱    | ۹     |
| ۲               | فیلیپین         | ۲   | ۰    | ۱    | ۳     |
| ۳               | کرهٔ شمالی       | ۱   | ۴    | ۲    | ۷     |
| ۴               | تایلند          | ۱   | ۲    | ۳    | ۶     |
| ۵               | پاکستان         | ۱   | ۲    | ۱    | ۴     |
| ۶               | اندونزی         | ۱   | ۰    | ۰    | ۱     |
| ۷               | مغولستان        | ۰   | ۲    | ۲    | ۴     |
| ۸               | ایران           | ۰   | ۱    | ۲    | ۳     |
| ۸               | هند             | ۰   | ۱    | ۲    | ۳     |
| ۱۰              | چین             | ۰   | ۰    | ۳    | ۳     |
| ۱۱              | ژاپن            | ۰   | ۰    | ۲    | ۲     |
| ۱۲              | لائوس           | ۰   | ۰    | ۱    | ۱     |
| مجموع (۱۲ کشور) | مجموع (۱۲ کشور) | ۱۲  | ۱۴   | ۲۰   | ۴۶    |

## نتایج بوکسورهای ایران
تیم ملی بوکس ایران که پس از سال‌ها در این رقابت‌ها شرکت کرده بود با تیمی کامل به مبارزه‌ها قدم گذاشت ولی علی‌رغم تمام تلاش‌هایی که در طی چهارده ماه اردو انجام شده بود تنها به دو نشان برنز دست یافت.
- ۴۸ کیلوگرم: علی اکسون پس از یک دور استراحت با قبول شکست مقابل بوکسور ژاپنی حذف شد.
- ۵۱ کیلوگرم: سید حسن نیکوروش دراولین مبارزه به تسوتموسو از ژاپن باخت و حذف شد.
- ۵۴ کیلوگرم: حمید تیوپور در اولین مسابقه خود مغلوب حریفی از چین شد و از ادامه رقابت‌ها بازماند و حذف شد
- ۵۷ کیلوگرم: شاطرلو از ایران در اولین مبارزه مغلوب بوکسور مغولستان شد و از دور رقابت‌ها کنار رفت.
- ۶۰ کیلوگرم: سید حسن خیری در اولین پیکار خود در برابر رونالد چاویز از فیلیپین شکست خورد و حذف شد.
- ۶۳٫۵ کیلوگرم: نورالدین فخری پس ازکسب یک پیروزی و قبول یک شکست به مدال نقره رسید.
- ۶۷ کیلوگرم: یوسف خاطری پس از یک پیروزی با قبول شکست مقابل بوکسور پاکستان به مدال برنز دست یافت.
- ۷۱ کیلوگرم: اسد محمدیان کشاورز پس از شکست مقابل بوکسور سوریه حذف شد.
- ۷۵ کیلوگرم: سیامک ورزدیده در اولین پیکار به کالاهان از تایلند باخت و حذف شد..
- ۸۱ کیلوگرم: علی اصغر کاظمی با قبول شکست مقابل حریف پاکستانی خود، دردور اول حذف شد.
- ۹۱ کیلوگرم: مرتضی شیدی در وزن کشی حاضر نشد.
- ۹۱+ کیلوگرم: ایرج کیارستمی در اولین مبارزه خود به بوکسور پاکستانی باخت و حذف شد.